# Dmitrij Dugin
Dmitrij Evgen'evič Dugin (in russo Дмитрий Евгеньевич Дугин?; Mosca, 29 agosto 1968) è un ex pallanuotista russo, vincitore di una medaglia d'argento alle olimpiadi di Sydney 2000.